# Маньес, Самуэль
Самуэль Маньес (исп. Samuel Máñez; 13 декабря 1972, Тенекспа, Мексика — 26 декабря 2002, Халапа-Энрикес, Мексика) — мексиканский футболист, вратарь мексиканских клубов «Ирапуато» и «Веракрус».

## Карьера
Хосе Самуэль Маньес Рейес вырос в глухой мексиканской провинции в штате Герреро. В профессиональный футбол Самуэль пришёл очень поздно, в возрасте восемнадцати лет. До этого занимался футболом исключительно на любительском уровне. В 1995 году отправился на просмотр в футбольный клуб «Атланте». Проявив себя в новой команде, заключил первый профессиональный контракт. За один сезон, проведённый в «Атланте», сыграл два официальных матча. Из-за смены менеджмента клуба был вынужден искать себе новую команду, так как новое руководство считало его слишком низким игроком для позиции вратаря. 
После нескольких попыток найти себе новую команду, Самуэль Маньес принимает решение бросить футбол и нелегально иммигрировать в Соединённые Штаты Америки вместе с женой. Живя в Орегоне под фальшивыми документами, работал на текстильной фабрике. Спустя некоторое время поняв, что не сможет нормально зарабатывать обычным рабочим принимает решение вернуться на родину и попробовать снова пробиться в профессиональный футбол. В 1997 году заключает контракт с футбольным клубом «Реал Сакатекас». 
В первом же сезоне после возвращения в профессиональный спорт, становится основным вратарём команды и добирается до финала зимнего первенства Примеры А (1997). Демонстрируя уверенную игру за «Реал Сакатекас», Маньеса приглашают в более известыне команды мексиканского чемпионата «Ирапуато» и «Веракрус».

## Смерть
Самуэль Маньес погиб в автомобильной аварии на шоссе Мехико-Веракрус 26 декабря 2002 года, примерно в 8:00 утра. Маньес и его семья возвращались в Веракрус после рождественских праздников. За рулём автомобиля Форд Эксплорер находился друг семьи Альберто. По оценке экспертизы авария произошла из-за разрыва камеры колеса автомобиля, впоследствии чего Альберто не справился с управлением и вылетел на встречную полосу. Прибывшие на место аварии врачи установили, что Самуэль скончался на месте от полученных травм не совместимых с жизнью.

## Достижения
«Реал Сакатекас»
- Серебряный призёр Примеры А: Инвиерно 1997

 «Ирапуато»
- Чемпион Примеры А: Верано 2000